# Angelo Participazio

Angelo Participazio ou Agnello Participazio foi, segundo a tradição, o 10º doge de Veneza. Eleito em 809, governou até 827.
Era de uma família abastada da Eraclea. Foi doge que mudou definitivamente Veneza para a zona do Rivoalto, que acabou por ser o local mais seguro da Laguna de Veneza, assim consagrando o nascimento da moderna Veneza. Em seguida, começou um período de construção de grande efervescência. Construiu o edifício principal do novo Palácio Ducal como um palácio-fortaleza e controlando a saída da principal via de tráfego interno, que agora é o Grande Canal. Do lado do edifício foi então erguida a capela ducal dedicada a São Teodoro, padroeiro do estado guerreiro.
Sucedeu-lhe o filho, Giustiniano Participazio.